# Індикаторна діаграма

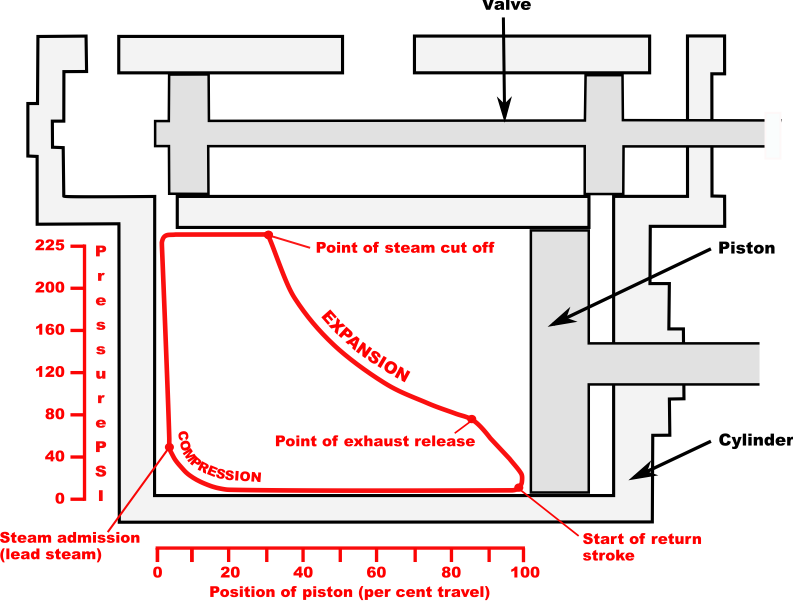
Індикаторна діаграма парового двигуна паровоза (зображена замкнутою червоною лінією)

Індика́торна діагра́ма — графічне зображення зміни тиску газу або пари в циліндрі поршневої машини залежно від положення поршня.
Індикаторна діаграма має вигляд замкнутої лінії і викреслюється зазвичай за допомогою індикатора тиску. У прямокутній системі координат по осі абсцис відкладається об'єм (V), який займає робоче тіло в циліндрі, а по осі ординат — тиск (p). Індикаторна діаграма в координатах р-V являє собою залежність тиску в циліндрі від об'єму надпоршневого простору за робочий цикл. Індикаторна діаграма у координатах p-φ, де φ — кут повороту колінчастого вала, носить назву розгорнута індикаторна діаграма.
Індикаторні діаграми будуються при дослідженні роботи поршневих насосів (компресорів), двигунів внутрішнього згоряння, парових машин та інших механізмів і машин. Вони дають можливість об'єктивно судити про перебіг робочого циклу й про якість процесу згоряння пального.
Термін «індикаторна діаграма» застосовується також у нафтогазовій промисловості стосовно до нафтових і газових свердловин, де він носить інший зміст (див. індикаторна діаграма свердловини).

## Історична довідка

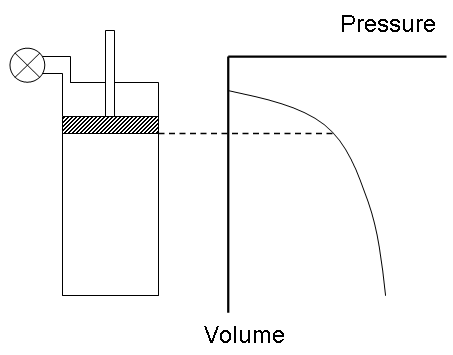
Індикаторна діаграма Ватта

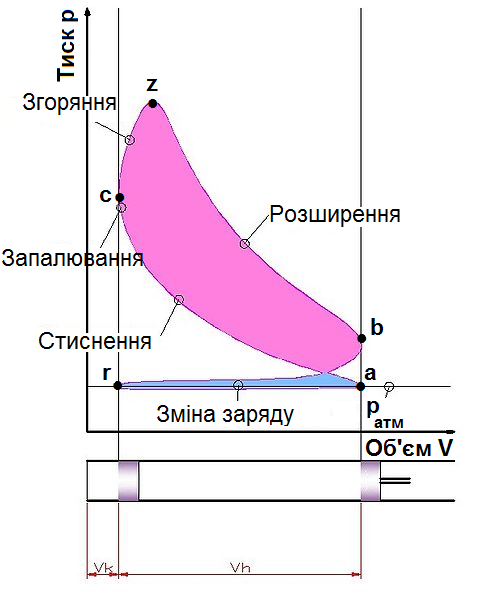
Індикаторна діаграма двигуна Отто

Методика індикаторних діаграм отримала розвиток завдяки Джеймсу Ватту та його найманому працівнику Джону Соузерну (1758–1815), котрі використовували її для покращення ККД парових машин. У 1796 році Соузерн використав простий метод отримання діаграм шляхом прикріплення планки таким чином, щоб вона рухалась синхронно з поршнем, і таким способом вимірювався об'єм простору у циліндрі з робочим тілом, у той час як олівець, зв'язаний з вимірювачем тиску рухався у перпендикулярному до руху поршня напрямі, відслідковуючи таким чином тиск.
Ватт використовував індикаторну діаграму для оцінки ефективності розроблених ним удосконалень парових двигунів.

## Фізичний зміст індикаторної діаграми
Особливість індикаторної діаграми полягає в тому, що її площа є пропорційною механічній роботі, виконаній в циліндрі газами. Отже, за величиною площі діаграми й числом циклів за одиницю часу можна визначити так звану індикаторну потужність, що розвивають гази всередині циліндра та ККД поршневої машини.
Кожна точка індикаторної діаграми показує тиск в циліндрі двигуна при даному об'ємі, тобто при даному положенні поршня (точка r відповідає початку впускання; точка а — початку стискування; точка c — кінцю стискування; точка z — початку розширення; точка b — кінцю розширення).
Робоче тіло здійснює корисну роботу лише протягом робочого ходу. Тому для визначення корисної роботи необхідно з площі, обмеженої кривою розширення zb, відняти площу, обмежену кривою стискування ас. Розрізняють теоретичну і дійсну індикаторну діаграми. Теоретична будується за даними теплового розрахунку і характеризує теоретичний цикл; дійсна індикаторна діаграма знімається з працюючої машини за допомогою індикатора тиску і характеризує дійсний цикл.
Для зручності ведення розрахунків і зіставлення між собою різних двигунів змінний по ходу поршня тиск замінюється умовним постійним тиском, при якому за один хід поршня виконується робота, рівна роботі газів за цикл із змінним тиском. Це постійний тиск називається середнім індикаторним тиском і є роботою газів, віднесеною до робочого об'єму поршневої машини.
За формою індикаторних діаграм можна судити про справність машини, і при відхиленні від нормальної форми діаграми можна визначати — в чому саме полягає несправність. Іншими словами, індикаторні діаграми використовують при технічному діагностуванні поршневих машин.

## Методика використання
Для того, щоб судити про ступінь досконалості робочого циклу, дійсну індикаторну діаграму, отриману на двигуні, порівнюють із теоретичною діаграмою, у якій для спрощення досить складного дійсного циклу окремі робочі процеси замінені елементарними термодинамічними процесами, що легко піддаються дослідженню. При спрощенні явищ не враховується ряд незворотних втрат, наявних у дійсному циклі, внаслідок чого площа термодинамічної (теоретичної) діаграми завжди є більшою від площі дійсної діаграми. Таким чином, термодинамічний цикл є границею, до якої слід прагнути при реалізації дійсного циклу.
Термодинамічні цикли, як прототипи дійсних циклів двигунів внутрішнього згоряння, різняться між собою за характером процесів передачі теплоти й віддачі її до холодного джерела. В сучасних поршневих двигунах внутрішнього згоряння залежно від характеру виділення теплоти при згорянні пального дійсні цикли наближаються до термодинамічних циклів з передачею теплоти при постійному об'ємі або при постійному тиску або, нарешті, до змішаного циклу з передачею частини теплоти при постійному об'ємі і частини теплоти при постійному тиску. Відведення теплоти у всіх випадках приймається як таке, що відбувається при постійному об'єму.
Як відомо з курсу технічної термодинаміки, ККД змішаного циклу (цикл Трінклера) з передачею теплоти при р — const і V = const виражається формулою
{\displaystyle \eta =1-{\frac {1}{n^{k-1}}}\cdot {\frac {\lambda m^{k}-1}{\lambda -1+k\lambda (m-1)}}},
де {\displaystyle \,n=V_{1}/V_{2}} — ступінь стиску;
{\displaystyle \,m=V_{4}/V_{3}} — ступінь попереднього розширення;
{\displaystyle \,\lambda =p_{3}/p_{2}} — ступінь підвищення тиску при ізохорному процесі згоряння;
{\displaystyle \,k} — показник адіабати.
Аналіз термодинамічних циклів показує, що термічний ККД ({\displaystyle \eta _{t}}), зростає зі збільшенням ступеня стиску ε, зменшенням ступеня попереднього розширення ρ і збільшенням ступеня підвищення тиску λ.
Отже, для поліпшення економічності дійсного циклу в двигунах внутрішнього згоряння бажано збільшити ступінь стиску й удосконалити організацію процесу згоряння пального з підведенням теплоти при постійному об'ємі. Однак при збільшенні ε й λ в циліндрі двигуна різко зростають максимальні тиски й підвищуються втрати на тертя. Тому збільшення ступеня стиску понад 1 : 12…14 недоцільне, так як подальше його підвищення практично не впливає на економічність.
Робочий цикл із підведенням теплоти при постійному об'ємі відбувається у двигунах із зовнішнім сумішоутворенням (карбюраторних і газових), тобто в таких двигунах, у яких до моменту згоряння вся порція палива у вигляді горючої суміші вже перебуває у циліндрі. Для цих двигунів підвищення ступеня стиску обмежується температурою робочої суміші наприкінці стиску, що може привести до передчасного її займання. Залежно від властивостей пального у двигунах із зовнішнім сумішоутворенням ступінь стиску ε перебуває в межах 1 : 5…10,5.
У дизельних двигунах, де стискується повітря, а не робоча суміш, ступінь стиску може бути прийнятим у значення, найвигідніших для циклу, тобто 1 : 12…14. У швидкохідних дизельних моторах, призначених для роботи за низьких температур навколишнього повітря, використовується й вищий ступінь стиску.
Залежно від способу розпилення й тиску впорскування пального в циліндр, числа обертів й інших факторів дійсний цикл у дизелях у більшій чи меншій мірі наближається до термодинамічного змішаного циклу.